# Mike Spence
 Mike Spence  (Croydon, Surrey, 30 de diciembre de 1936-Indianápolis, 7 de mayo de 1968) fue un piloto británico de automovilismo.
Debutó en Fórmula 1 el 8 de septiembre de 1963 en el Gran Premio de Italia, disputado en Monza con la escudería Lotus. También corrió para Reg Parnell Racing y BRM.
En total participó en un total de 37 Grandes Premios, consiguiendo un tercer lugar en el Gran Premio de México el 24 de octubre de 1965. Consiguió un total de 27 puntos. Ganó la Carrera de Campeones de Brands Hatch de 1965 y el Gran Premio de Sudáfrica de 1966, ambas carreras no puntuables para el campeonato de F1.
Mike Spence murió en los entrenamientos de las 500 Millas de Indianápolis de 1968 conduciendo su Lotus 56 cuando golpeó con la cabeza con la rueda de delante derecha, al salir esta disparada hacia su cabeza cuando golpeó contra el muro.

## Resultados

### Fórmula 1
(Clave) (negrita indica pole position) (cursiva indica vuelta rápida)

| Año     | Escudería                | 1       | 2       | 3       | 4       | 5       | 6       | 7       | 8       | 9       | 10      | 11    | 12  | Pos. | Puntos |
| ------- | ------------------------ | ------- | ------- | ------- | ------- | ------- | ------- | ------- | ------- | ------- | ------- | ----- | --- | ---- | ------ |
| 1963    | Team Lotus               | MON     | BEL     | NED     | FRA     | GBR     | GER     | ITA 13  | USA     | MEX     | RSA     |       |     | NC   | 0      |
| 1964    | Team Lotus               | MON     | NED     | BEL     | FRA     | GBR 9   | GER 8   | AUT Ret | ITA 6   | USA 7   | MEX 4   |       |     | 12.º | 4      |
| 1965    | Team Lotus               | RSA 4   | MON DNP | BEL 7   | FRA 7   | GBR 4   | NED 8   | GER Ret | ITA 11  | USA Ret | MEX 3   |       |     | 8.º  | 10     |
| 1966    | Reg Parnell Racing       | MON Ret | BEL Ret | FRA Ret | GBR Ret | NED 5   | GER Ret | ITA 5   | USA Ret | MEX DNS |         |       |     | 13.º | 4      |
| 1967    | Owen Racing Organisation | RSA Ret | MON 6   | NED 8   | BEL 5   | FRA Ret | GBR Ret | GER Ret | CAN 5   | ITA 5   | USA Ret | MEX 5 |     | 10.º | 9      |
| 1968    | Owen Racing Organisation | RSA Ret | ESP     | MON     | BEL     | NED     | FRA     | GBR     | GER     | ITA     | CAN     | USA   | MEX | NC   | 0      |
| Fuente: |                          |         |         |         |         |         |         |         |         |         |         |       |     |      |        |